# Lux (Côte-d’Or)
Lux település Franciaországban, Côte-d’Or megyében. Lakosainak száma 512 fő (2022. január 1.). Lux Véronnes, Spoy, Til-Châtel, Beire-le-Châtel, Bèze, Bourberain, Gemeaux és Pichanges községekkel határos.

## Népesség
A település népességének változása:
| Lakosok száma | 389  | 435  | 468  | 514  | 522  | 540  | 524  | 516  | 512  | 512  |
|               | 1968 | 1982 | 1990 | 2006 | 2013 | 2015 | 2017 | 2019 | 2020 | 2022 |